# 半減期 (薬学)
薬学における半減期（はんげんき、英: biological half-life、elimination half-life、pharmacologic half-life）とは、生体内の物質や薬成分の血中濃度が半減するまでの時間のことを指す。
血中（濃度）半減期、消失半減期とも言い、文章上では T1/2 あるいは t1/2、T-half と表記されることもある。
一般に成分の血中濃度が最高値の半分以下になると離脱症状が出やすくなることから、薬が生体に作用する（体内動態）時間の目安とされているが、薬の血中濃度が下がる時間は個人差や環境（発汗や運動、飲食など）による差異が大きく、あくまでも目安に過ぎない。

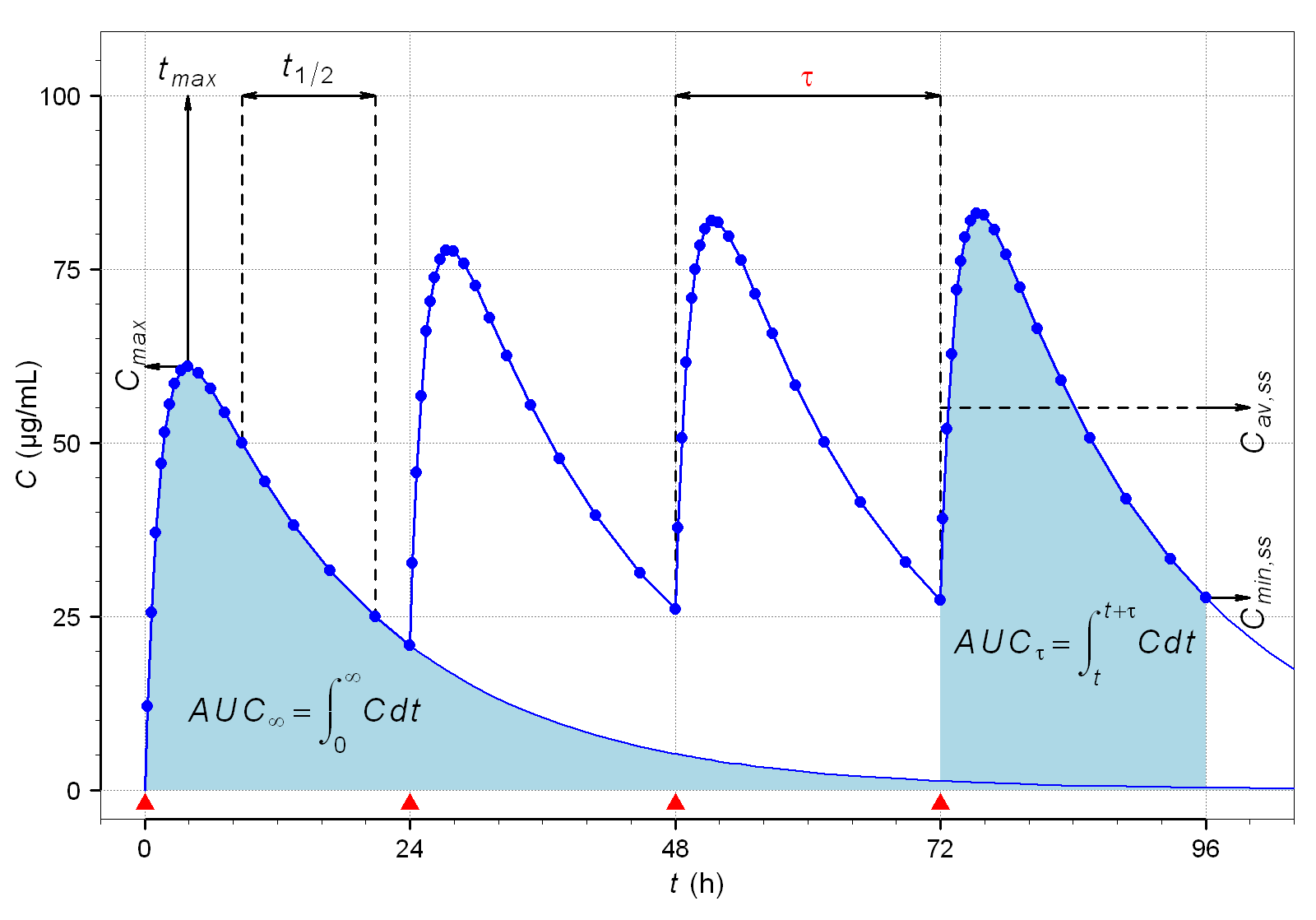
薬の投与した瞬間を0時間とし、最高血中濃度到達時間（T_{max}）、半減期(T_{1/2})に沿って減衰しつつ、定期的な服用によって血中濃度が上昇していく様子。血中濃度は5～6回の繰り返しの服用によって一定にまで上昇する。

薬を飲んだ瞬間を0時間とした場合、薬成分の血中濃度はある程度の時間が経過した後に最高血中濃度 (Cmax) に達する。Cmax にいたるまでにかかる時間を最高血中濃度到達時間 (Tmax) と呼び、その後は一般に、薬成分の血中濃度は徐々に低下していく。この血中濃度が低下していく過程において、ある時点の濃度から濃度が半減するまでにかかる時間が半減期 (T1/2) である。血中濃度が下がる理由はほとんどの場合、肝臓などで代謝されたり尿や便で排出されるためである。
離脱症状が生じると、病気によっては患者が非常に危険な状態になりかねないため、前に投与した薬の半減期が来る前に再度薬を投与する必要がある。逆に、血中に出てくるまでに時間がかかる薬の場合は血中濃度が低いからといって投与を増やすと Cmax が高くなりすぎることがある。そのため半減期は、薬を投与する頻度に大きくかかわってくる。例えば半減期が8時間前後の薬の場合は毎食後に、24時間前後の場合は1日1回という具合である。ただしこれは持続性の薬に適用されるもので、一時的に作用すれば良い頓服薬についてはこの限りではない。

## 半減期の長さ
薬成分がCmaxに到達すると、半減期はおおむね指数関数の形を描く。たとえば、ある薬Aの半減期（Cmax = 100、半減期3時間）を見てみる。
まず、薬AがCmax = 100に到達し、濃度の低下がはじまる。
1. 3時間後、その濃度は文字通り半分（50）になる。
2. 濃度が現在の半分（25）になるには「半減期3時間」が適用される。
3. 濃度25の薬Aの濃度がさらに半分（12.5）になるときも、3が適用される。
4. 同様に適用して、濃度は6.25になるまでに3時間が必要となる。
5. 以下同様

このように、次の半分の濃度に低下していく期間は固定で、濃度の変動幅は初期段階の方がはやく、時間が経つにつれて長くなっていく。